# Expedito de Faria Tavares
Expedito de Faria Tavares (Córrego Danta, 1915 - Belo Horizonte, 15 de janeiro de 2006) foi um advogado e político brasileiro do estado de Minas Gerais.
Em 1939, bacharelou-se pela Faculdade de Direito da Universidade Federal de Minas Gerais
Foi presidente da OAB de Patrocínio. Exerceu também nesse muncípio o mandato de vereador.
Em 1961, ocupou a Diretoria Administrativa da Companhia de Armazéns e Silos de Minas Gerais (Casemg).
Expedito Tavares foi deputado estadual por três mandatos, durante a 5ª, 6ª e 7ª Legislaturas (1963-1975), sendo eleito pela UDN em seu primeiro mandato, e pela ARENA nos demais. Licenciou-se para desempenhar o cargo de secretário do Interior e Justiça do Governo Rondon Pacheco, entre 1973 e 1975. Expedito Tavares foi presidente da Assembleia no biênio 1971/1972. Também foi líder da UDN, em 1964, e membro e presidente da Comissão de Constituição, Legislação e Justiça da Casa.